# Didymocarpus glandulosus
Didymocarpus glandulosus là một loài thực vật có hoa trong họ Tai voi. Loài này được (W.W.Sm.) W.T.Wang mô tả khoa học đầu tiên năm 1984.